# Mezquita Putra
La mezquita Putra (en malayo Masjid Putra) es la principal mezquita de Putrajaya, la capital administrativa de Malasia.
Su construcción comenzó en 1997 y se terminó dos años más tarde. Se encuentra cerca de las oficinas del primer ministro y del lago artificial de Putrajaya. 
Su minarete tiene 116 metros de altura. En su interior puede albergar hasta 15.000 feligreses.